# Lough Neagh
Lough Neagh (irsk: Loch Neathach) er den største indsø på de britiske øer. Den er cirka 30 km lang og 15 km bred, og har et areal på 388 km². Dette gør den til den tredjestørste indsø i Vesteuropa, efter Genevesøen og Bodensøen. 
Den gennemsnitlige dybde er på 9 m, på det dybeste 25 m. Den ligger i Nordirland, 30 km vest for Belfast.
Den vigtigste vandtilførsel er fra floden Bann, som også fortsætter ud fra Lough Neagh. 
54°37′06″N 6°23′43″V / 54.618333333333°N 6.3952777777778°V